# Nationaal park Tresticklan
Nationaal park Tresticklan (Zweeds: Tresticklan Nationalpark) is een nationaal park in de gemeente Dals-Ed in het landschap Dalsland in Zweden. Het nationaal park ligt vlak bij de grens met Noorwegen, is in 1996 opgericht en heeft een oppervlakte van 28,97 km². Het woord Tresticklan betekent 'de drietand' en de reden dat het nationaal park zo heet, is dat een van de meren in het nationaal park Stora Tresticklan (de grote drietand) heet.
In het park ligt een groot aantal meren, die zijn ontstaan door het bewegen van gletsjers tijdens de laatste ijstijd. De vegetatie in het naaldbos bestaat voor het grootste deel uit naaldbos. Ook zijn er kleine moerasgebieden te vinden. In het nationaal park komen onder andere de vogelsoorten auerhoen, korhoen en hazelhoen voor.
Sinds 2005 valt het nationaal park onder een Natura 2000-gebied met de naam Trestickla-Boksjön.